# مایکل گاش
مایکل گاش (انگلیسی: Michael Gash؛ زادهٔ ۳ سپتامبر ۱۹۸۶) بازیکن فوتبال اهل بریتانیا است.
از باشگاه‌هایی که در آن بازی کرده‌است می‌توان به باشگاه فوتبال کمبریج یونایتد، باشگاه فوتبال یورک سیتی، باشگاه فوتبال نانیتون تاون، باشگاه فوتبال ابسفلیت یونایتد، باشگاه فوتبال براینتری تاون، باشگاه فوتبال کیدرمینستر هاریرس، و باشگاه فوتبال بارنت اشاره کرد.
وی همچنین در تیم ملی فوتبال England C بازی کرده‌است.